# Битва під Дембе-Вельке
Битва при Дембе-Вельке (пол. Bitwa pod Dębem Wielkim) — битва, що відбулась 31 березня 1831 року під час листопадового повстання 1830—1831 років.

## Хід битви
Поляки, які налічували близько 40 000 чоловік та 116 гармат 31 березня 1831 року. Вийшли з Праги на російський авангард під командуванням генерала Гейсмара і напали на нього. Маневруючи і відступаючи цілий день, Гейсмар вирушив до села Дембе-Велике до 16:00. Російські війська були майже знищені, але прибуття трьох нових полків дозволило Гейсмару вийти з оточення і закріпитися в місті Седльце.

## Наслідки
Внаслідок битви при Дембе-Вельке та Іґане граф Дибич відмовився від свого наміру переправитися через Віслу і штурмувати Варшаву.